# اوولدم (داکوتای جنوبی)
اوولدم(به انگلیسی: Oldham) شهری در ایالت داکوتای جنوبی کشور ایالات متحده آمریکا است که جمعیت آن در سرشماری سال ۲۰۱۰ میلادی، ۱۳۳ نفر بوده‌است.